# Aquilegia sibirica
Aquilegia sibirica là một loài thực vật có hoa trong họ Mao lương. Loài này được Lam. mô tả khoa học đầu tiên năm 1783.

## Hình ảnh

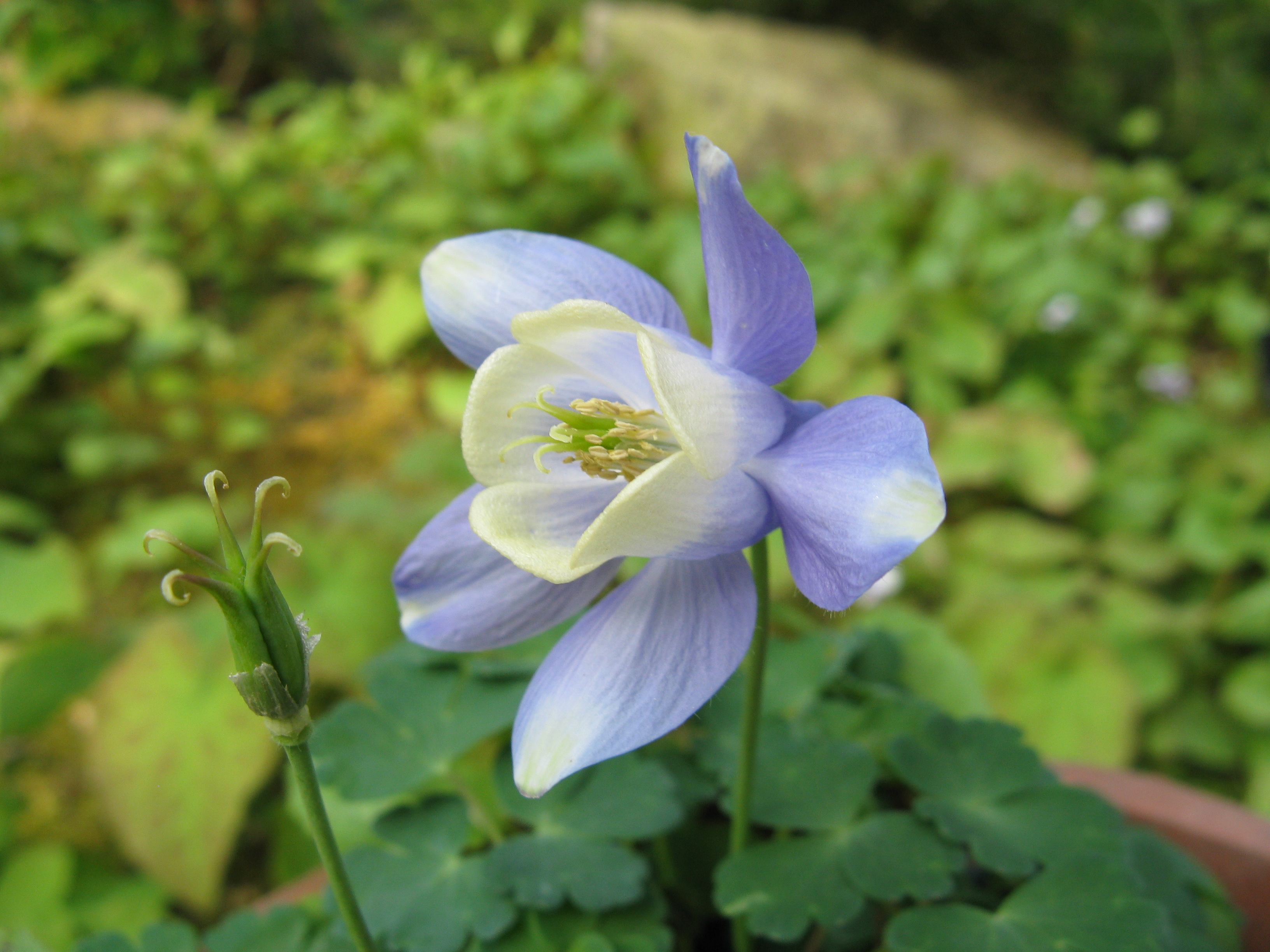
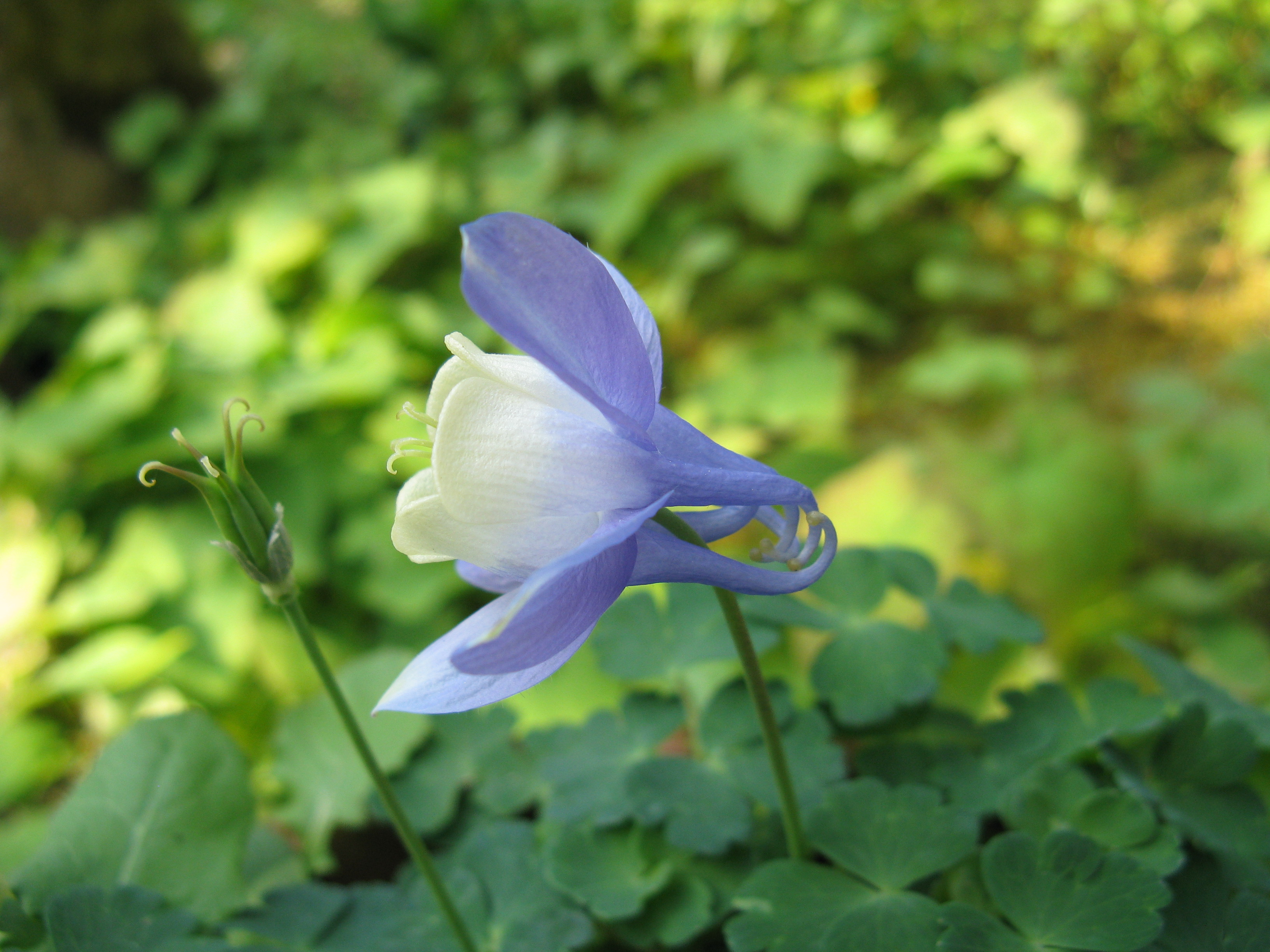
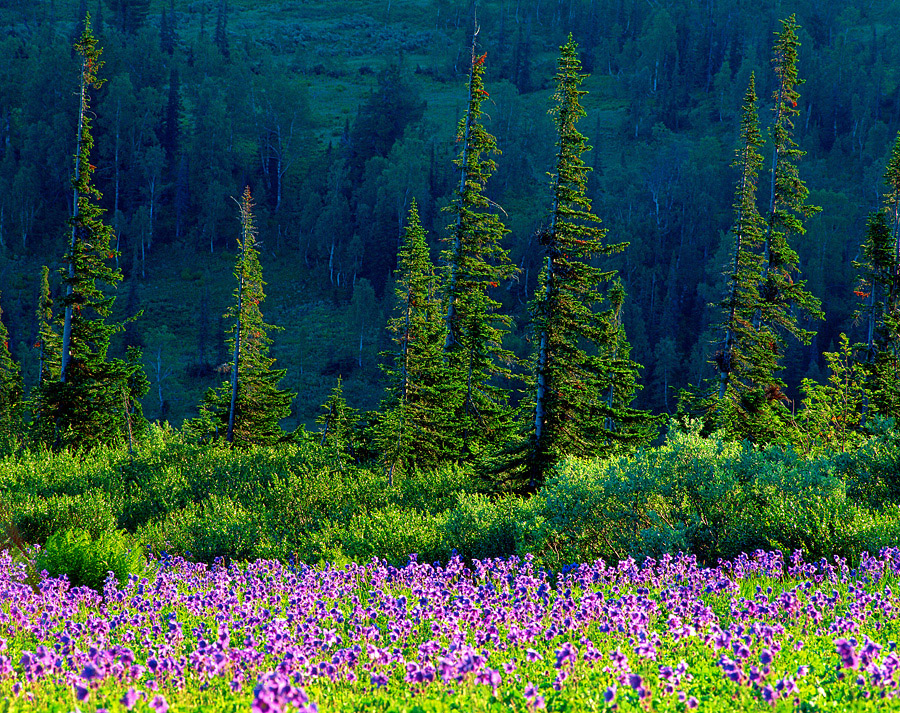